# Sarah Kamilewicz Riley
Sarah Kamilewicz Riley (* 23. Juli 1979) ist eine frühere US-amerikanische Biathletin.
Sarah Kamilewicz Riley gab ihr internationales Debüt im Rahmen der Biathlon-Juniorenweltmeisterschaften 1999 in Pokljuka, wo sie 45. des Einzels und 66. des Sprints wurde. Zwei Jahre später startete sie bei den Militär-Skiweltmeisterschaften 2001 in Jericho und wurde 34. des Sprints, 2002 wurde sie in Kranjska Gora 29. des 10-Kilometer-Freistil-Langlaufs und 2003 in Rovaniemi 26. des 10-Kilometer-Freistil-Langlaufs. 2003 bestritt die US-Amerikanerin Forni Avoltri ihre ersten Rennen im Europacup und gewann als 17. des Sprints und 16. des Verfolgers sogleich erste Punkte. Zum Karrierehöhepunkt wurden die Biathlon-Weltmeisterschaften 2003 in Chanty-Mansijsk. In Sibirien kam Riley im Einzel auf den 44., im Sprint auf den 43. und in der Verfolgung auf den 51. Platz. Das Staffelrennen beendete die US-Staffel nicht. Zum Auftakt der Saison 2003/04 debütierte sie im Biathlon-Weltcup, wo sie in Kontiolahti 77. eines Sprints wurde. Im weiteren Saisonverlauf schaffte sie in Osrblie mit Platz 64 in einem Sprint ihre Bestleistung. 2004 und 2005 kam sie nur noch zu Einsätzen im Europacup. In Langdorf erreichte sie mit Rang acht in einem Sprint 2005 erstmals eine Platzierung unter den besten Zehn, kurz darauf schaffte Riley in Gurnigel mit Rang drei in einem Supersprint-Rennen ihre einzige Podiumsplatzierung. Letztes Großereignis wurden die Militär-Skiweltmeisterschaften 2004 in Östersund, wo Riley 27. des Biathlonsprints und ebenfalls 27. des 10-Kilometer-Freistil-Langlaufs wurde und mit Sara Granroth, Jill Krause und Denise Teela Sechste des Militärpatrouillenrennens wurde.

## Biathlon-Weltcup-Platzierungen
Die Tabelle zeigt alle Platzierungen (je nach Austragungsjahr einschließlich Olympische Spiele und Weltmeisterschaften).
- 1.–3. Platz: Anzahl der Podiumsplatzierungen
- Top 10: Anzahl der Platzierungen unter den ersten zehn (einschließlich Podium)
- Punkteränge: Anzahl der Platzierungen innerhalb der Punkteränge (einschließlich Podium und Top 10)
- Starts: Anzahl gelaufener Rennen in der jeweiligen Disziplin

| Platzierung         | Einzel | Sprint | Verfolgung | Massenstart | Staffel | Gesamt |
| ------------------- | ------ | ------ | ---------- | ----------- | ------- | ------ |
| 1. Platz            |        |        |            |             |         |        |
| 2. Platz            |        |        |            |             |         |        |
| 3. Platz            |        |        |            |             |         |        |
| Top 10              |        |        |            |             |         |        |
| Punkteränge         |        |        |            |             |         |        |
| Starts              | 2      | 4      | 1          |             | 1       | 8      |
| Stand: Karriereende |        |        |            |             |         |        |